# John N. Gray
John N. Gray (* 17. dubna 1948, South Shields, Tyne and Wear, Anglie) je britský politický filosof a spisovatel, byl profesorem evropského myšlení na Londýnské škole ekonomie a politických věd.
Pravidelně přispívá do deníku The Guardian a časopisů The Times Literary Supplement a New Statesman, kam píše knižní recenze. Napsal několik významných knih o politice a filosofii, jako jsou Marné iluze: falešné představy globálního kapitalismu (1998), kde dokazuje, že globalizace volného trhu je nestabilní, že osvícenství je v současnosti v procesu dezintegrace, Dvě tváře liberalismu (2000) o rozporuplných tezích liberálního myšlení, dále soubor esejistických komentářů Kacířství: eseje proti pokroku a jiným iluzím (2004). V knize Slamění psi: o lidech a jiných zvířatech (2003) útočí na filosofický humanismus, světonázor, jenž podle něj vychází z náboženských ideologií, a v knize Black Mass: Apocalyptic Religion and the Death of Utopia (2007) kritizuje utopistické myšlení v moderním světě.
Vůli, a tedy morálku, považuje za iluzi a lidskou rasu vykresluje jako neukojitelný druh zabývající se vyhlazováním ostatních forem života. Píše, že „lidé… nemohou zničit Zemi, ale mohou snadno v trosky obrátit přírodní prostředí, jež je udržuje při životě“.